# 医学

图为蛇杖，是医学的象征

醫學（英語：Medicine），是以預防、診斷、治疗生理和心理疾病及保護人類健康、提高身體和心理素质为目的和研究內容的應用科學。狹義的醫學只是疾病的治療，但也有說法稱預防醫學為第一醫學，臨床醫學為第二醫學，復健醫學為第三醫學。醫學的科學面是應用基礎醫學的理論與發現，例如生化、生理、微生物學、解剖、病理學、藥理學、統計學、流行病學、營養學等，來治療疾病與促進健康。然而，医学也具有人文與藝術的一面，它關注的不僅是人体的器官和疾病，而是人的健康和生命。「生理-心理-社會模式」是廣為接受的理論，而其他如「生理心理靈性社會的照顧」、「全人、全隊、全程、全家的醫療」也都是現代醫學的重要理論。随着醫學模式的转变，醫學的人文性受到越来越多的重视。醫學倫理目前最廣為人知的是四初確原則方法論：「自主、行善、不傷害、正義」。
在人類社會中，醫學已經存在數千年之久。现代医学起源於17世紀科學革命後的歐洲，以科學的过程及办法來進行醫學治療、研究與驗證。研究领域大方向包括基礎醫學、臨床醫學、檢驗醫學、預防醫學、保健医学、康复医学等等。在現代醫學興起前發展的醫學，稱為傳統醫學；傳統醫學在現代則以替代醫學的形式在科学医学尚未普及的地区繼續存在，或以現代醫學科學方法進行研究。
現代醫學以自然科學為基礎，對維持生命的規律及體質變化作出科學的精細的分析，對病理、藥理、流行病學等作出有系統的分析與臨床研究。現代醫學的發展得益於工業文明及有效利用科技發展的成果，令其在檢測、醫藥及手術等範疇的研究與應用都得到充實。現代醫學在外科手術、器官移植、流行病控制、疫苗及免疫、基因及幹細胞研究、動物實驗、新藥開發及醫學工程等方面，在當代對於人類的健康及人均壽命都有重要影響。

## 辞源
《说文解字》中对“醫”字的解释是：“治病工也。殹，惡姿也；醫之性然。得酒而使，从酉。”意为生病的人身体会有不适，而酒能治病，便得到“醫”字。

## 医学史

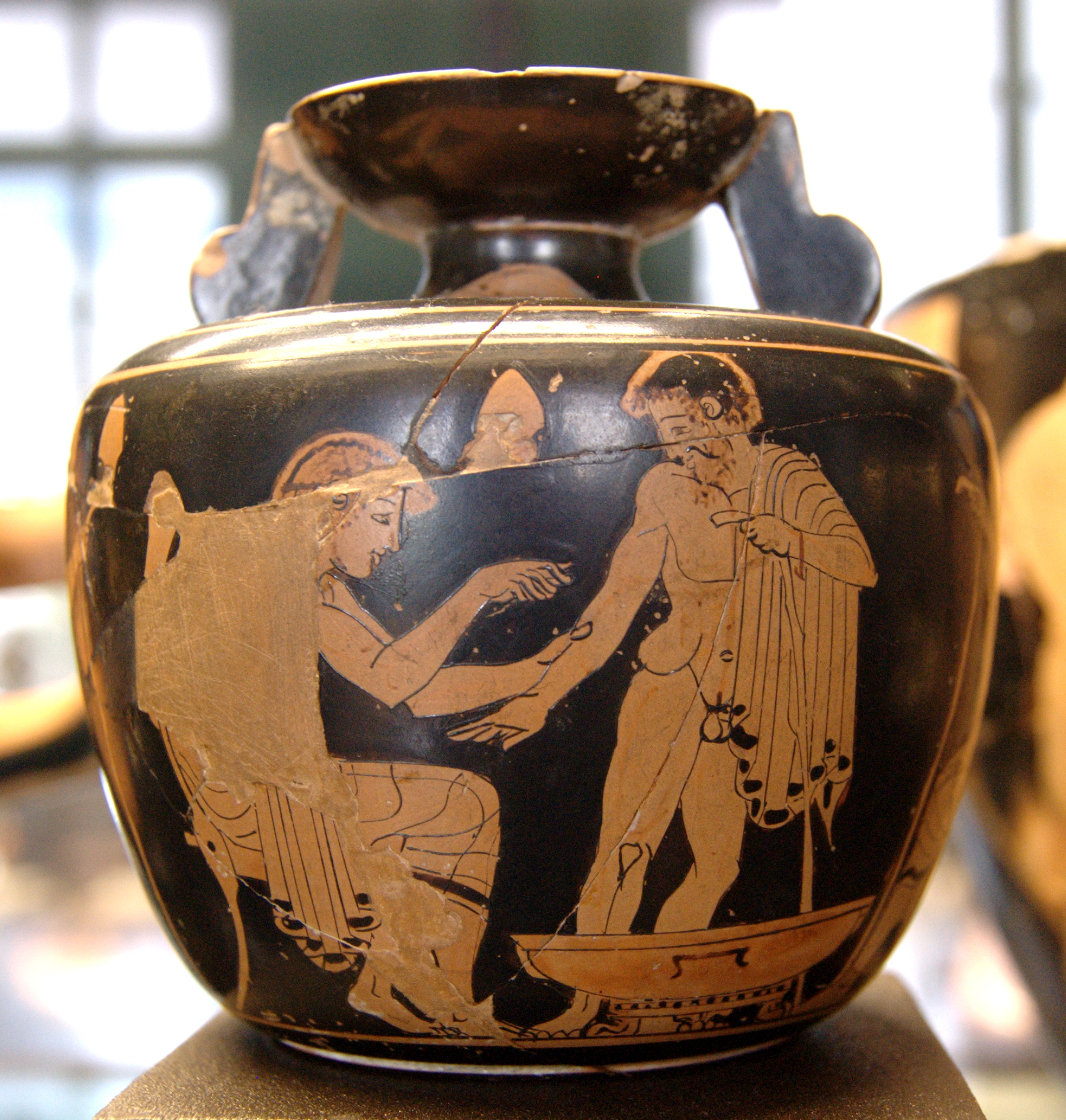
医生正在治疗病人，法国巴黎卢浮宫

在大多数文化中，最早的醫學是使用一些經驗證明有效的物質進行治療，如一些植物（草藥）、動物藥及礦物藥。
後世人在這部醫藥著作的基础上不断增补删改，逐渐形成了后来的《黄帝内经》和《黄帝外经》，並由祝由科裡将纯粹的醫藥分離了出來，形成了后来的中醫學。而其中的《黄帝内经》提出了“不治已病治未病”這一防病養生保健康的预防醫學觀點。
在哈拉帕时期（公元前3300年）的印度河流域有了医学和牙医学的一些知识。
在古埃及，人们使用莎草纸记录了许多医学文献，如卡亨（Kahun）纸草文（公元前2000~1800年）、史密斯纸草文（公元前1700年）及埃伯斯（Ebers）纸草文（公元前1500年）。其中史密斯纸草文记录了脑所引起的痉挛和脑膜，是世界上第一次关于脑的记录。而古巴比伦文明的医学记载则可追溯到公元前2000年。
自威廉·哈维發現血液循環理論，被標誌為現代醫學的開端。在今天，又有许多新的科技手段被不断加入到医学中并产生了生物医学工程、医学成像、纳米医学等分支。

## 分支

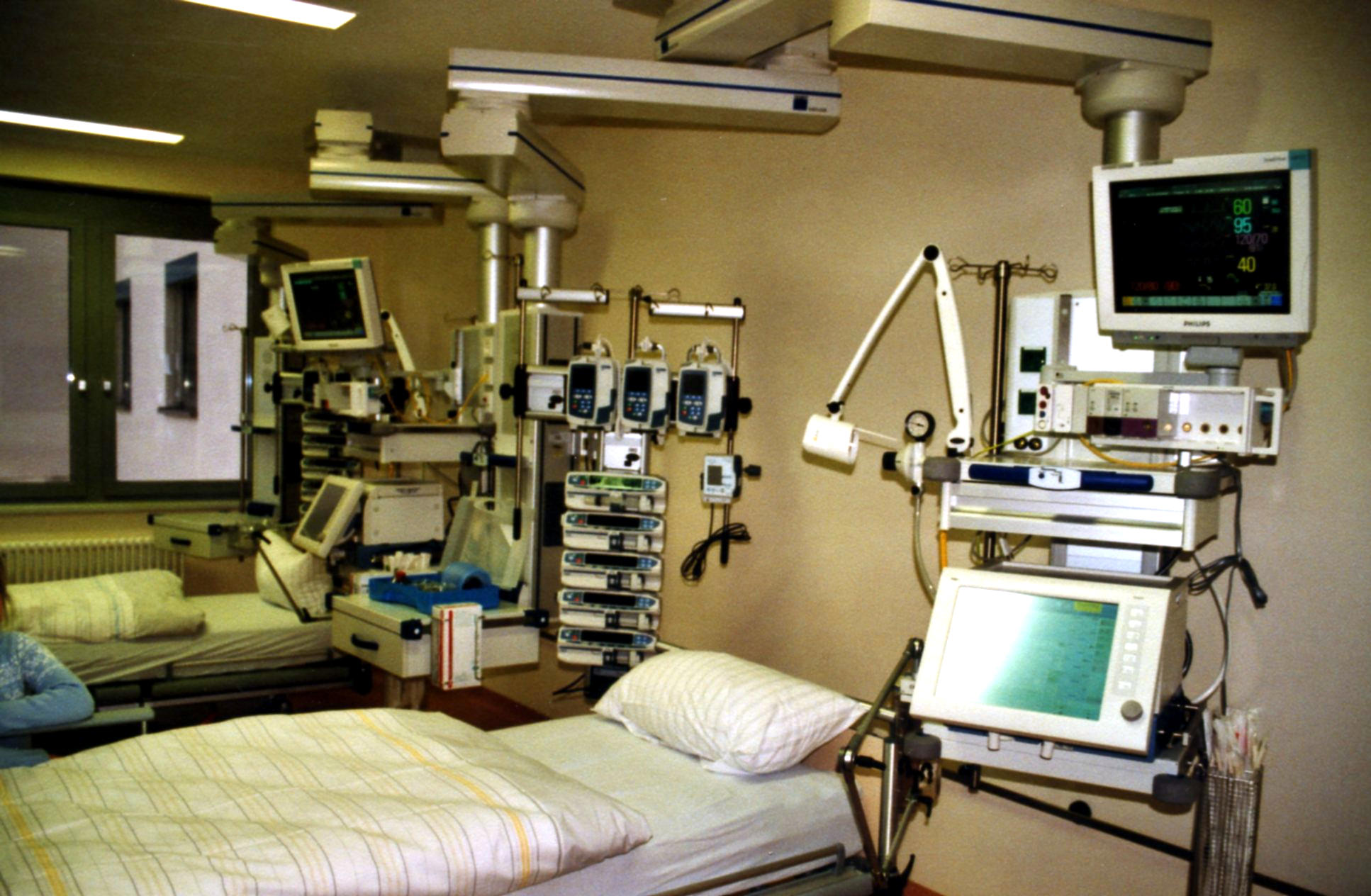
現代化醫院內部設備

医学分支包括：
- 医学基礎科學
- 医学专科
- 跨学科领域

### 基礎科學
- 解剖學是對於生物體巨觀結構的研究，於其相反的是细胞生物学及組織學，是研究生物體微觀的結構。
- 生物化學研究生物體內的化學，特別是生物體內化學物質的結構及功能。
- 生物力學用力學的角度研究生物體的結構及功能。
- 生物統計學是將統計學應用在生物領域中。在計劃、評估及解讀醫學研究中時，需要有生物統計學的知識。生物統計學也是流行病学及實證醫學的基礎。
- 生物物理是用物理及物理化學來研究生物系統。
- 细胞生物学研究生物的細胞。

- 胚胎学研究器官的發育及形成。
- 內分泌學研究荷爾蒙及其對身體的影響。

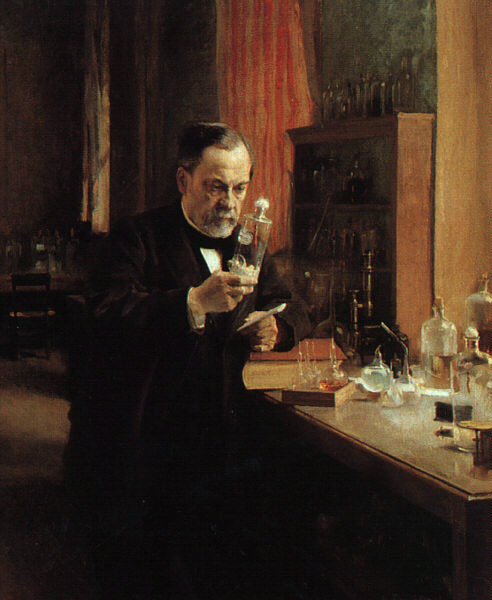
路易·巴斯德及他的實驗室

- 流行病学研究疾病過程的人口統計數據，其中包括流行病的研究，以及其他疾病的研究。
- 遺傳學研究基因及其在遺傳中的角色。
- 组织学利用顯微鏡、電子顯微鏡及免疫組織化學研究组织。
- 免疫学研究免疫系統，包括先天及後天的免疫系統。
- 醫學物理是將物理定律應用在醫學上。
- 微生物學是對微生物的研究，包括原生動物、細菌、真菌及病毒。
- 分子生物學是有關基因的复制、转录及翻译的分子相關研究。
- 神經科學是和神經系統有關的科學。主要是有關大腦及脊髓的生物學和生理学。一些相关临床专科包括神经病学、神经外科和精神病学。
- 营养学是研究飲食對健康及疾病的影響，並決定最適的飲食。醫院的營養治療是由營養師進行．針對糖尿病、心臟病、體重及飲食異常、過敏、營養不良及肿瘤患者均有規定的飲食。
- 病理學研究疾病的成因、過程、進展及診療方式。
- 药理学研究药物及其反應。
- 光生物學（英语：Photobiology）研究非游離輻射和生物體之間的作用。
- 生理学研究身體正常的機能及其調節的機制。
- 放射生物學研究游離輻射和生物體之間的作用。
- 毒理学研究药物及毒物的危险性。

## 教育

### 美国及加拿大
美国及加拿大大部分医学院的医学课程只开放给本科毕业生报读（即医学只能作为第二个学位）。有意报读的学生必须先修读一门本科学士课程，领域不限，但科学类别较为推荐（因为这样学生可以证明自己在修读医学前，已经拥有一定的科学知识）。而在修读第一个本科课程期间，学生还需完成一系列医学的先修班，美国称之为“健康科学预备班”（Pre-health Science Courses）并完成及通过课程考试，方有资格申请医学院的课程。申请过程亦比较繁复，自荐信及推荐信均为必备的条件。在完成课程并通过当地的医学执业考试后，就能正式成为医生，并可以继续晋升选择专科及修读硕士及博士课程。

### 英联邦地区
这些地区，医学是开放给高中毕业生报读的。学生在高中毕业后参加当地高考，符合一切条件后就能申请医学院课程。这些地区的医学本科课程一般为时五年到六年，於取得内外全科医学士学位后需全职在医院实习一年，并能继续晋升选择专科及修读硕士及博士课程。

### 中国
南朝宋元嘉二十年（443），太医令秦承祖创建了相关医学教育机构，是人类历史上最早的医学院。公元6世纪，隋朝完善了这一医学教育机构，并命名为“太医署”，署内分医、药两部，太医令是最高官职，丞为之助理，下有主药、医师、药园师、医博士、助教、按摩博士、祝禁博士，在校师生最多时达580多人。
後晉開運四年（947年），契丹军入大梁，“壬寅，晋诸司僚吏、嫔御、宦寺、方技、百工、图籍、历象、石经、铜人、明堂刻漏、太常乐谱、诸宫县、卤簿、法物及铠仗，悉送上京”。“初，契丹医人鲜知切脉审药，上命庶成译方脉书行之，自是人皆通习，虽诸部族亦知医事。”为了学习汉族医学，辽兴宗使人翻译《方脉》一书并带来了辽代的医学发展。而辽朝史书上并没有关于设立官方医学教育机构的明确记载。
1894年，李鸿章奏请于天津总医院附设西医学堂（又名北洋医学堂），这也是中国最早的西医学校。早期中国的医学院校学制主要是复制日本模式，并从日本聘请教师，修业年限为4年，相当大学本科水平。清末，大量中国留学生前往日本学习。1902年，在日本的272名留学生中，有3名在学习医学。1903年京师大学堂“选派学生出洋，分习专门，以备教习之选”，派往日本31人中有1人学习医学。1904年留日医学生在校人数达到23人。
1912年，中华民国临时政府教育总长蔡元培颁布了《大学令》，将医科列为与文、理、法、商、农、工平行的7个分科之一。大学的医学课程计103个科目，是课程门数最多的学科，修业年限是预科3年，大学4年。1917年，北洋政府教育部颁布《修正大学令》，规定具有文、理两科的属于大学，而具有法、医、农、工、商等五科之一的设立为单科大学，如医科大学。1922年以后，北洋政府教育部颁布了一个以美国学制为蓝本的“新学制系统”，取消医学预科，医学专科的修业年限为3年，医学本科的修业年限为5年。1935年，国民政府教育部颁布了《医学院暂行科目表》，对医学院校的学制和课程体系作出了统一的要求。1941年，将医学本科的修业年限改为6年，并规定特定学年的课程结束之后要进行两次阶段性考试。这一制度一直沿用到中华人民共和国成立之前。
1951年10月，中华人民共和国政务院颁布《关于改革学制的决定》，在保留原先已经实施的六年制学制之外，开始大量发展三年制的医学专科学制。1955年将医学专、本科专业的修业年限统一调整为3年、5年，直接将高中毕业生经中、短学制教育培养成为以应用型为主的医疗卫生技术专门人才。1988年起，中华人民共和国教育部正式开始试办七年制临床医学专业。1997年，国务院学位委员会批准实施临床医学专业学位，1998年教育部和国务院学位委员会将七年制医学教育培养目标重新定位于临床医学硕士专业学位。到1998年，医学专业调整为8大类16个专业，学制为三、四、五、六、七、八年制并存。
根据中华人民共和国教育部的定义，医学下属的一级学科有：基础医学、临床医学、口腔医学、公共卫生、預防醫學、中医学、中西医结合、药学、中药学、特种医学、医学技术（可授医学、理学学位）、护理学。

### 日本
1876年，日本效仿德国、英国等欧洲国家，设立了以帝国大学为首的国公私立大学医学院、医科大学和医学专科学校。1945年开始，受美国医学影响，日本将原有的50所医学专科学校（包括大学附属医学专科部）进行了调整。1950年，旧制大学和升级学校都改为新制大学医学院、医科大学共46所，并大幅削减招生人数。在这一时期（1946年）无论是新制还是旧制医学院校的8年。1970年起，日本医学院校得到快速发展，到1981年达80所（国立43，公立8，私立29）。

### 阿根廷
19世纪初，阿根廷创建了第一批医学院，包括1821年的布宜诺斯艾利斯大学医学院和1877年的科尔多瓦大学医学院。1958年，萨尔瓦多大学医学院和科尔多瓦天主教大学医学院两所私立医学院成立。
阿根廷共有29所医学院，其中10所位于首都布宜诺斯艾利斯及其周边，其他的也多位于内部省份的大型城市。所有医学院的课程设置均为六年制，包括三年的基础学科学习、二年的临床学科学习和一年的实习，在具体实施的方式上各校之间略有差异。从2000年起，阿根廷的医学院都需要通过全国大学评价和认证委员会（CONEAU）的认证。医学院的全职教师多为基础学科研究者，受任于国家科学技术研究委员会（CONICET）或政府管理下的其他国家部门。

## 現代醫學挑戰
衰老、死亡、愛滋病及癌症等很多不治之症仍然是醫學界的挑戰。

## 倫理
醫學倫理是在從事醫療工作時需遵守的一些道德原則。醫學倫理包括在臨床上的應用，以及其歷史以及其哲學及社會學的層面。目前最廣為人知的是四大基本原則：「自主、行善、不傷害、正義」。以下則是當代醫學倫理六大原則：
- 自主：病患有權拒絕醫療或是選擇其醫療方式。
- 行善（英语：Beneficence (ethics)）：醫生要關注病患的最佳利益。
- 正義（英语：Justice (ethics)）：關注稀少醫療資源的分配，並公平的分配資源。
- 不傷害（英语：Primum non nocere）：儘量減少醫療過程不必要的傷害。
- 誠信：在美國的塔斯基吉梅毒試驗及二次大戰後針對十二名德國醫師醫師的審判（英语：Doctors' Trial）等歷史事件後，知情同意（在知道所有事實後做出的同意決策）的概念越來越受到重視。
- 保密：對於病人的病情有保密的責任。

上述的道德原則不是用來處理某一特定情形下的處理方法，而是針對醫療上的一些矛盾之處提供一個可用的架構。有時二個道德原則可能會衝突，結果可能是道德上的兩難困境或是危機。有時醫療倫理上的兩難困境沒有好的處理方式，有時醫療群體（醫院及醫護人員）的價值和病患、病患家屬，甚至大部份非醫療群體的價值會有衝突之處。有時在醫療服務提供者之間，或是在病患家屬之間也可能有價值的衝突。例如當病人拒絕接受輸血時，自主和行善兩項倫理就出現了衝突，在有愛滋病的年代之前，一般的處理方式是以救命為優先，而不考慮是否說實話的問題。

## 延伸閱讀
[在维基数据编辑]
 《欽定古今圖書集成·博物彙編·藝術典·醫部》，出自陈梦雷《古今圖書集成》

## 外部連結
- 医学期刊频道